# Michał Greim
Michał Greim (także Michał Grejm; ur. 15 września 1828 w Żelechowie, zm. 15 stycznia 1911 w Kamieńcu Podolskim) – polski drukarz, fotograf, kolekcjoner starożytności, zbieracz książek, archeolog amator, antykwariusz i numizmatyk, członek wielu towarzystw naukowych. Ojciec malarza Jana Greima i muzyka Józefa Greima.

## Życiorys
Urodził się w spolonizowanej rodzinie mieszczańskiej pochodzącej z Salzburga. Ukończył szkołę powiatową, po czym przeprowadził się do Warszawy. Typografii uczył się w drukarni Adolfa Krethlowa, gdzie pracował do 1848 roku, współpracując m.in. z Karolem Beyerem, pionierem fotografii w Polsce. Później Greim przeniósł się do Lublina i do 1852 roku pracował jako zecer w pojezuickiej drukarni, kiedy to został powołany przez wicegubernatora Podola na stanowisko starszego zecera w Drukarni Rządowej w Kamieńcu Podolskim. Od 1856 do 1872 roku pełnił funkcję jej zarządcy, kiedy to został zwolniony z powodu polskiego pochodzenia. Od tej chwili dużo czasu poświęcał swoim szerokim zainteresowaniom. Od roku 1871 Greim stopniowo poznawał arkana sztuki fotograficznej, aby przejąć na przełomie 1871 i 1872 roku zakład fotograficzny w Kamieńcu Podolskim po Józefie Kordyszu.

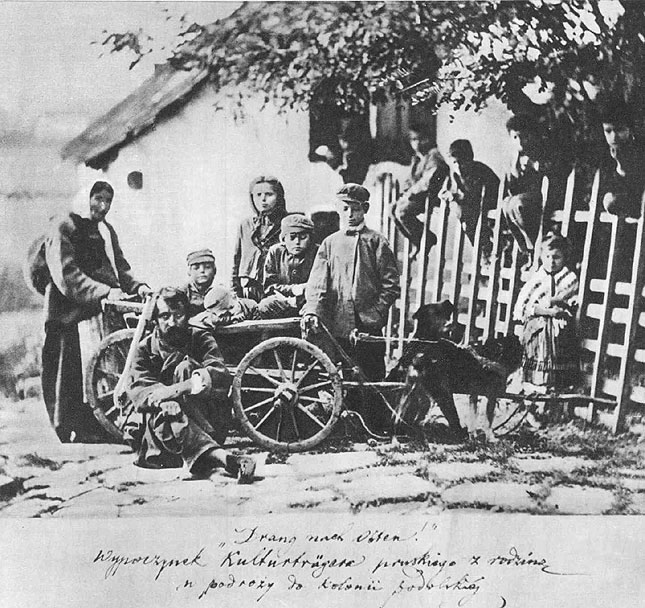
M. Greim: Drang nach Osten. Wypoczynek Kulturträgera pruskiego z rodziną w podróży do kolonii podolskiej, 2. poł. XIX w.

Na swoich fotografiach Greim przedstawiał Podole i Besarabię (widoki Kamieńca Podolskiego i innych miast i wsi regionu (Bar, Chocim, Żwaniec). Fotografował także sceny rodzajowe i typy ludności tam wówczas mieszkającej: chłopów, żebraków, psychopatów, polską szlachtę i Żydów. Uprawiał także fotografię reporterską, uwieczniając pożar w Kamieńcu.
Część swoich zbiorów wysłał Elizie Orzeszkowej z okazji jej jubileuszu literackiego (z czego 163 zdjęcia znalazły się ostatecznie w zbiorach Uniwersytetu Łódzkiego). Drugi taki sam zbiór Greim przekazał Cesarskiemu Towarzystwu Etnograficznemu w Moskwie, dzięki czemu został członkiem korespondentem moskiewskiego Towarzystwa Etnograficznego. W latach 1875–1902 przesyłał również w formie darów fotografie Komisji Antropologicznej Polskiej Akademii Umiejętności, której był członkiem korespondentem. Do dziś w Zbiorach Specjalnych Biblioteki Naukowej PAU i PAN w Krakowie przechowywanych jest 80 jego fotografii, w tym unikatowe duże i wieloczęściowe panoramy Kamieńca Podolskiego, zdjęcia wnętrz i wyposażenia kościołów w tym mieście, widoki Husiatyna, Kuryłowiec, Paniowiec, Przewrocia i Zbrzyzia. Nie mniejszą wartość posiadają reprodukcje portretów olejnych przedstawicieli podolskich rodzin magnackich, m.in. Chodkiewiczów, Kossakowskich, Potockich czy Rzewuskich, oraz obrazów pędzla Jana Greima, Tadeusza Goreckiego i Kazimierza Mireckiego. Pozostała część tego daru (tj. 46 zdjęć) znajduje się obecnie w zbiorach Muzeum Etnograficznego, natomiast 18 fotografii uznaje się za zaginione. Prócz wyżej wspomnianych, twórczość fotograficzną Michała Greima posiada m.in.: Muzeum Henryka Sienkiewicza w Oblęgorku, Muzeum Narodowe w Krakowie, Biblioteka Jagiellońska, Biblioteka Zakładu im. Ossolińskich we Wrocławiu, Muzeum Narodowe w Warszawie i Biblioteka Narodowa. Po zebraniu około 1890 r. kolekcji zdjęć pamiątek świadczących o obecności Turków na tych terenach, wysłał ją sułtanowi do Stambułu. Podczas wystawy warszawskiej w 1900 dostał srebrny medal za kolekcję 30 pocztówek ze zdjęciami wsi i typów ludowych Podola. Zbiory jego fotografii były wystawiane w Paryżu.
Prócz fotografii, Greim zajmował się także restaurowaniem obrazów i numizmatyką. Publikował głównie na łamach Zapisków Numizmatycznych (1884-1889) i Wiadomości Numizmatyczno-Archeologicznych. Zmarł w Kamieńcu Podolskim. Zgromadzone przez niego dzieła sztuki zostały sprzedane na licytacji
Pochowany został na cmentarzu katolickim w dzielnicy Polskie Folwarki w Kamieńcu Podolskim.